# Sieweczka pustynna
Sieweczka pustynna (Anarhynchus leschenaultii) – gatunek średniej wielkości ptaka wędrownego z rodziny sieweczkowatych (Charadriidae). W sezonie lęgowym zamieszkuje Azję, zimuje na wybrzeżach od Afryki przez południową Azję po Australazję. Sporadycznie zalatuje do Polski. Nie jest zagrożony wyginięciem.

## Systematyka
Po raz pierwszy zgodnie z zasadami nazewnictwa binominalnego gatunek ten opisał René Lesson w 1826 roku. Autor nadał mu nazwę Charadrius Leschenaultii, a jako miejsce typowe wskazał Pondicherry w Indiach. Analizy filogenetyczne przeprowadzone w 2022 roku wsparły umieszczenie tego gatunku w rodzaju Anarhynchus. Wyróżnia się trzy podgatunki.

## Podgatunki i zasięg występowania
Sieweczka pustynna zamieszkuje w zależności od podgatunku:
- Anarhynchus leschenaultii columbinus – Azja Mniejsza, Lewant, Zakaukazie. Zimuje na wybrzeżach Morza Czerwonego, Zatoki Adeńskiej i południowo-wschodniej części Morza Śródziemnego.
- Anarhynchus leschenaultii scythicus – pas od wschodnich wybrzeży Morza Kaspijskiego i prawdopodobnie północno-zachodniego Afganistanu po południowo-wschodni Kazachstan. Zimuje we wschodniej i południowo-wschodniej Afryce oraz dalej na wschód po zachodnie Indie.
- Anarhynchus leschenaultii leschenaultii – zachodnie Chiny, Mongolia i południowa Syberia oraz Ałtaj. Zimuje od Azji Południowej do Australazji.

Sporadycznie zalatuje do Polski (do 2016 roku stwierdzono ją 8 razy).

## Morfologia
WyglądW szacie godowej samiec ma boki i przód głowy oraz gardło, brzuch i podogonie białe. Przód ciemienia i kantarek oraz pokrywy uszne czarne (na czole pozostaje jednak biała plama). Kark i wole rdzawe. Wierzch głowy, grzbiet i skrzydła szarobrązowe. Dziób czarny, nogi ciemne. Samiec w szacie spoczynkowej, samica i osobniki młodociane mają barwy bardziej stonowane, nie występuje również w ubarwieniu kolor rdzawy. Bardzo podobna sieweczka mongolska jest nieco mniejsza, bledsza, o bardziej stonowanym ubarwieniu i krótszym, cieńszym dziobie oraz ma krótsze nogi.
Wymiary średniedługość ciała: ok. 22–25 cm
rozpiętość skrzydeł: 44–60 cm
masa ciała: ok. 75–100 g

## Ekologia i zachowanie

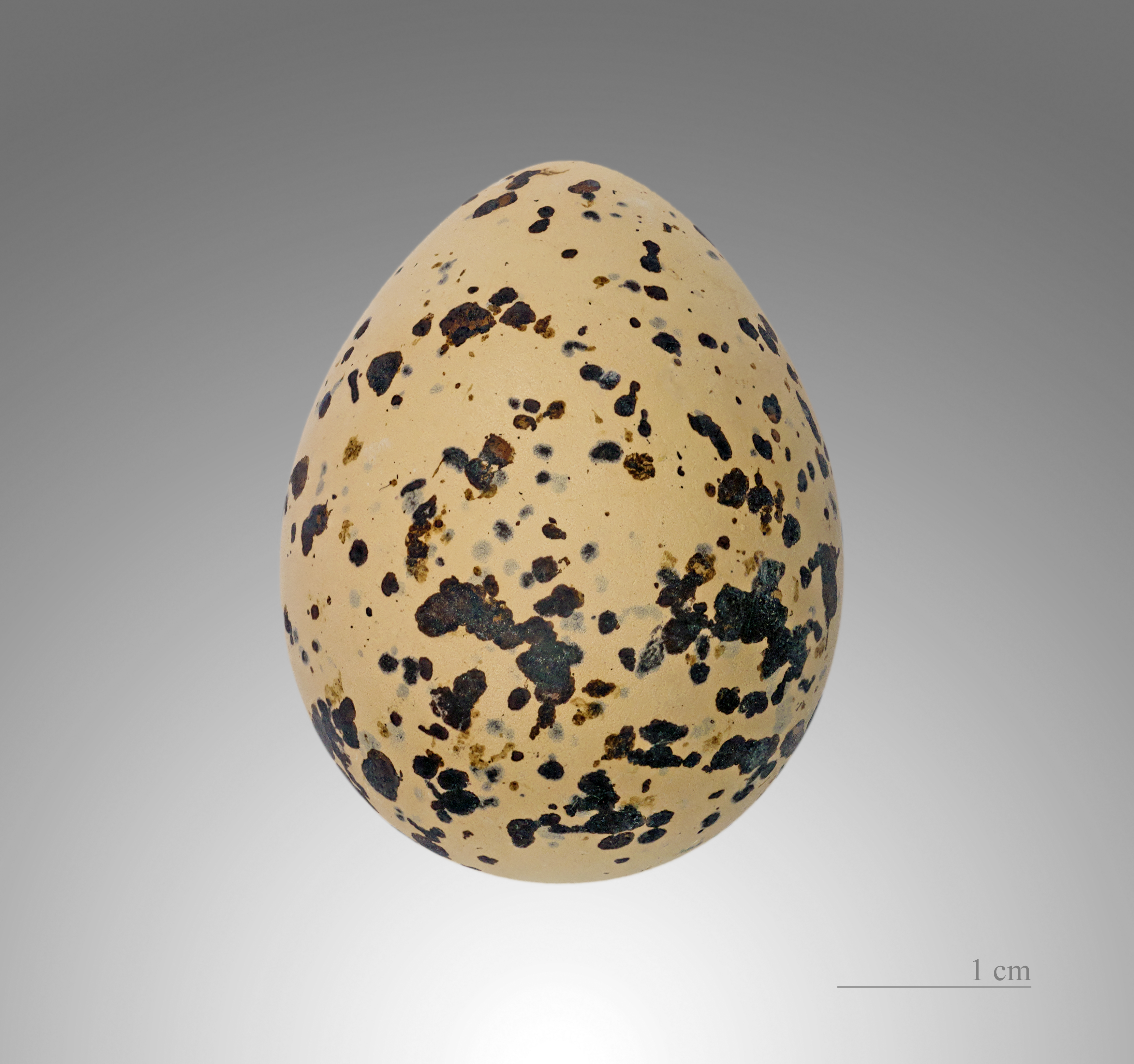
Jajo z kolekcji muzealnej

BiotopPustynie i tereny pokryte roślinnością słonolubną. Często w dużej odległości od wody. W okresie pozalęgowym brzegi różnorodnych zbiorników wodnych.
GniazdoNa ziemi, w wydrapanym zagłębieniu. Wyściółkę stanowi materiał roślinny.
JajaW ciągu roku wyprowadza jeden lęg, składając w kwietniu–maju 3 (czasem 2 lub 4) jaja.
WysiadywanieJaja wysiadywane są przez okres około 24 dni przez obydwoje rodziców.
PisklętaMłode po około 30 dniach stają się samodzielne. Wcześniej zajmują się nimi i ojciec, i matka, którzy mogą podzielić się potomstwem.
PożywienieGłównie bezkręgowce (m.in. mięczaki, skorupiaki, owady), sporadycznie drobne kręgowce. Według niektórych doniesień jedzą też jaszczurki i materiał roślinny.

## Status i ochrona
Międzynarodowa Unia Ochrony Przyrody (IUCN) uznaje sieweczkę pustynną za gatunek najmniejszej troski (LC – Least Concern) nieprzerwanie od 1988 roku. Liczebność światowej populacji, według szacunków organizacji Wetlands International z 2016 roku, mieści się w przedziale 150–340 tysięcy osobników. Ogólny trend liczebności populacji uznawany jest za spadkowy.
W Polsce podlega ścisłej ochronie gatunkowej.